# Kumher
Kumher (Hindi: कुम्हेर, Kumher) ist ein Ort im Distrikt Bharatpur im indischen Bundesstaat Rajasthan und liegt 15 km nordwestlich der Distrikthauptstadt Bharatpur. Die Stadt hatte beim Zensus 2011 etwa 23.500 Einwohner.
Kumher liegt im Durchschnitt auf einer Höhe von 176 m.

## Bevölkerung
96 % der Bevölkerung sind Anhänger des Hinduismus.
Die Alphabetisierungsrate liegt mit 54 % (Männer 65 %, Frauen 40 %) unter dem indischen Durchschnitt. 19 % der Menschen sind jünger als 6 Jahre.